# Parc nacional del Pico Basilé
El Parc nacional del Pico Basilé és un espai protegit amb l'estatus de parc nacional a l'illa de Bioko en la part nord del país africà de Guinea Equatorial, a prop al golf de Guinea, en l'oceà Atlàntic.
Destaca per la seva diversitat de paisatges i vegetació i especialment per la seva població de primats, que es veuen amenaçats per la caça il·legal. A pesar que en 2007 el govern d'aquest país va prohibir la cacera de diverses espècies, organismes internacionals han mostrat preocupació per l'incompliment del decret.
El parc rep el seu nom pel Pico Basilé, el més alt de Guinea Equatorial amb 3.011 m. Administrativament es troba inclòs dins de la jurisdicció de la província equatoguineana de Bioko Nord.